# گیوم دوکاتل
گیوم دوکاتل (انگلیسی: Guillaume Ducatel؛ زادهٔ ۲۱ ژانویهٔ ۱۹۷۹) بازیکن فوتبال اهل فرانسه است.
از باشگاه‌هایی که در آن بازی کرده‌است می‌توان به باشگاه فوتبال لانس اشاره کرد.